# Škoda MOŽ-2
Škoda MOŽ-2 (typ 972) − prototypowy model amfibii wytwarzany przez czechosłowackie wówczas zakłady Škody w latach 1951−1952.
Pojazd posiadał napęd na wszystkie cztery koła. Montowane były w nim czterosuwowe czterocylindrowe rzędowe silniki OHV umieszczone podłużnie nad przednią osią o pojemności 1221 cm³ i mocy 33,1 kW (45 KM) przy 4200 obr./min oraz 1491 cm³ i mocy 38,3 kW (52 KM) przy 4200 obr./min.
Dane techniczne:
- wymiary:
  - długość: 4520 mm
  - szerokość: 1735 mm
  - wysokość: 1770 mm
- masa własna pojazdu: 1350 kg
- dopuszczalna ładowność 450 kg
- prędkość maksymalna:
  - na lądzie: 80 km/h
  - w wodzie 10 km/h
- spalanie: 12,5 litrów na 100 km

Wyprodukowano łącznie 5 egzemplarzy tego pojazdu.